# Renzo Piano
Renzo Piano (født 14. september 1937) er en italiensk arkitekt. Han har tegnet en række berømte bygninger verden over, og er nok mest kendt for opførelsen af Centre Georges Pompidou i Paris i 1977 og Padre Pio-kirken (Chiesa de Padre Pio) i San Giovanni Rotondo i Italien, indviet 1. juli 2004. Den 20. juni 2005 indviedes museet Zentrum Paul Klee i Bern i Schweiz.
Hans første arbejde i Norden er kunstmuseet Astrup Fearnley og skulpturparken på Tjuvholmen i Oslo. Det blev indviet i september 2012.Inspirationen til museet var Louisiana i Danmark.
Renzo Piano har vundet en række priser for sit arbejde, blandt andet Pritzker-prisen i 1998.